# Summa
För andra betydelser, se Summa (olika betydelser).
Summa kallas resultatet av en addition. I uttrycket
{\displaystyle 1+2=3}
kallas talen 1 och 2 termer, medan talet 3 är summan av termerna 1 och 2.

## Summasymbolen
Om ett större antal termer ska adderas, kan summan skrivas med hjälp av summasymbolen Σ; den stora bokstaven sigma i det grekiska alfabetet. Joseph Fourier införde sigma som symbol för summation 1820. Istället för att skriva det långa talet {\displaystyle 1+2+3+4+5+6+7+8+9+10+11+12+13+14+15+16+17+18+19+20} kan man använda summasymbolen samman med uteslutningstecken ({\displaystyle \ldots }) och skriva:
{\displaystyle \sum _{k=1}^{20}k=1+2+3+\ldots +19+20}
Detta utläses: "Summa k, då k går från ett till tjugo". Termen k efter sigmatecknet kallas summand.
Vill man skriva summan av alla heltal från och med 7 till och med 23 skriver man: 
{\displaystyle \sum _{k=7}^{23}k=7+8+9+\ldots +22+23}
Vill man summera kvadraterna av alla tal från 1 till 5 skriver man:
{\displaystyle \sum _{k=1}^{5}k^{2}=1+2^{2}+3^{2}+4^{2}+5^{2}=1+4+9+16+25=55}
Ibland skrivs summationsgränserna vid sidan av summatecknet för att spara plats, exempelvis i bråk:
{\displaystyle {\frac {\sum _{k=1}^{20}k^{2}}{\sum _{j=1}^{20}j^{3}}}}
Allmänt, givet en talföljd {\displaystyle a_{k}} som man vill summera från 1 till n skriver man:
{\displaystyle \sum _{k=1}^{n}a_{k}\,}
Summan ovan kan även skrivas
{\displaystyle \sum _{1\leq k\leq n}a_{k}\,}
Rent allmänt används summatecknet för att summera en följd av tal {\displaystyle a_{k}} där k ska uppfylla något villkor {\displaystyle P(k)}, vilket skrivs 
{\displaystyle \sum _{P(k)}a_{k}\,}
Exempelvis kan {\displaystyle P(k)} vara villkoret att k är ett primtal eller ett udda tal.